# Katherine Diez
Katherine Toft Diez (født 9. oktober 1989) er en dansk influencer, kulturdebattør og tidligere litteraturanmelder.

## Biografi
Ifølge sin LinkedIn-profil er hun uddannet i nordisk sprog og litteratur fra Aarhus Universitet og i dansk fra Københavns Universitet, hvorfra hun ifølge egne oplysninger blev bachelor i 2018. I januar 2024 kom det dog frem, at universitetet ikke kan bekræfte, at Katherine Diez har været indskrevet og ej heller, at hun er dimitteret. Diez fortalte selv i podcasten Genstart 1. oktober 2024, at hun aldrig færdiggjorde bacheloruddannelsen grundet sit senere job.
Privat har Diez dannet par med skuespilleren Martin Hestbæk (fra 2015), fra 2017 med musikeren Kenneth Thordal, fra 2019 med politikeren Dan Jørgensen og fra juli 2022 til begyndelsen af 2024 med manuskriptforfatter og tv-kok Adam Price.

### Anmelder og klummeskribent på Berlingske
Fra 2018 til 2022 var Katherine Diez tilknyttet Berlingske på freelancebasis, hvor hun skrev i alt 94 klummer og litteraturanmeldelser. I begyndelsen af 2018 reagerede forfatteren Morten Sabroe kritisk på, at Katherine Diez lagde et billede på Instagram af, at hun var gået i seng med hans nyeste værk, 32 centimeter, idet han sarkastisk skrev, at "hun ved rigtig meget om dansk litteratur". Opslaget er karakteristisk for Diez; mange af hendes opslag på Instagram har hende selv i fokus, oftest lettere afklædt. Katherine Diez fortalte selv, at det er svært at være både smuk og klog. Katherine Diez blev genstand for satiriske indslag i podcasten Den Korte Radioavis, hvor hun blev omtalt som "Mon Diez". I 2019 beklagede Diez sig i en klumme i Berlingske over, at det var vanskeligt at finde en passende intellektuel kæreste i København. Klummen skabte ophedet debat.

### Plagiatsagen
Brugere på det sociale medie Reddit begyndte i januar 2024 at skrive om, at passager i adskillige af Katherine Diez' klummer, anmeldelser og Instagram-opslag lignede noget, der var forfattet af andre. En række medier gik ind i sagen, blandt andet Kulturmonitor, som dokumenterede, at hun blandt andet lavede betalt reklame for lydbøger med plagieret tekst. Eksemplerne viste, at de tekster, Diez havde stjålet fra, både stammede fra amerikanske universitetsopgaver og udenlandske medier. Den 16. januar satte Berlingske gang i en undersøgelse af de klummer og anmeldelser, som Diez havde skrevet for avisen.
Den 18. januar erkendte Diez selv i et opslag på Instagram, at hun havde haft "en uansvarlig, sløset og usystematisk arbejdsmetode, som har medført en række fejl, hvilket jeg dybt beklager". Hun kaldte også sagen for sin "største professionelle lærestreg". Den 16. februar fremlagde Berlingske resultatet af undersøgelsen, som viste, at der var muligt plagiat i 13 af de 94 artikler, hun havde skrevet. Chefredaktør Tom Jensen sagde, at de 13 eksempler på plagiat både dækker over faktuelle oplysninger, der burde have udløst en kildehenvisning, til tanker og formuleringer i længere passager, som er direkte taget fra andre. Magasinet Elle lavede også en intern undersøgelse af Diez' artikler til magasinet, hvor de fandt ét eksempel på plagiat, og den pågældende artikel bliver afpubliceret fra mediets netside.

### Selvbiografi
Den 1. oktober 2024 udkom Katherine Diez' selvbiografi I egen barm på forlaget People's. Med bogen udtalte hun sig for første gang offentligt siden plagiatsagen. I bogen fortalte Diez, at hun aldrig havde regnet med, at hun ville blive opdaget, men erkendte samtidig, at der var tale om plagiat, når hun brugte sætninger fra diverse litteratur i sine egne tekster uden at kildeangive dem. Diez fortalte også om et tidligere kokainmisbrug, voldsomt ubehagelige seksuelle oplevelser, en til tider utryg barndom, en giftig mediebranche og en spiseforstyrrelse.
Bogen blev genstand for en større offentlig debat, ikke mindst fordi Diez' ekskæreste Adam Price beskyldte hende for "bevidst krænkelse" af privatlivets fred i bogen. Han skrev på Instagram, at han ikke har givet samtykke til at viderebringe detaljerne, og at han ikke genkendte meget af det beskrevne. Adam Price fortalte samtidig, at han kun havde læst et kort uddrag af bogen to dage før udgivelsen. Såvel forlaget som forlagets advokat Heidi Højmark Helveg afviste offentligt kritikken.
Efter en uge meddelte forlaget, at bogen blev trykt i et andet oplag.
Anmeldernes modtagelsen af bogen var lunken. Dagbladet Informations anmelder skrev, at Diez slap for let, og at det var svært ikke at forveksle bogen med et ønske om hævn og smart markedsføring. Ekstra Bladets anmelder René Fredensborg skrev, at bogen var udtryk for forlagets opportunisme. Bogen indeholdt "selvmodsigende sladder", "pinligt storhedsvanvid" og et "pauvert forsøg på selvkritik", skrev han, der gav blot én stjerne. Weekendavisen bemærkede, at der er indlevende passager om barndom og ungdom, men konstaterede også, at bogen på lange stræk var en gratis omgang.
Den 11. oktober kom det frem, at forlaget slettede en passage i bogen, hvor den tidligere radiovært Mads Aagaard Danielsen bliver beskyldt for at opføre sig krænkende. Danielsen afviste det beskrevne i bogen.